# Sarcophaga paralina
Sarcophaga paralina är en tvåvingeart som beskrevs av Zumpt 1967. Sarcophaga paralina ingår i släktet Sarcophaga och familjen köttflugor. Inga underarter finns listade i Catalogue of Life.